# Het Oude Station (Houten)
Het Oude Station is een voormalig spoorwegstation aan de spoorlijn Utrecht - Boxtel in de Nederlandse  plaats Houten. Architect Gerrit van Diesen (1826-1916) en Karel Hendrik van Brederode (1827 - 1897) ontwierpen dit type stationsgebouw waarvan er zes werden gebouwd. Station Houten kwam in 1867 gereed, met in afwijking van het basisontwerp meer versiering en grotere maten. Ook waren de muren wit bepleisterd. Het gebouw beschikte over een wachtkamer voor de eerste klasse en een voor de tweede klasse. Met de winterdienstregeling van 7 oktober 1934 werd het gesloten voor personenverkeer. Tot 1965 werd het station gebruikt voor de aanvoer van steenkool.
In de jaren 80, nadat Houten als groeitaak tot ontwikkeling kwam, werd een verder naar het noordwesten gelegen nieuw station geopend.
Het oude stationsgebouw in Houten is het enige van dit type dat bewaard is gebleven. Afgebroken zijn vijf stations: Schalkwijk (1868), Culemborg (1867), Geldermalsen (1867), Waardenburg (1866), en 's-Heer Arendskerke (1866).
In 1917 ontspoorde de Koninklijke trein iets ten zuidoosten van Houten. Het station van Houten vervulde gedurende enkele uren een uitvalsbasis voor de hulpverlening. De telegrafist van dit station sloeg 25 minuten na het ongeval alarm. De stationschef was op dat moment al onderweg naar de ongeluksplek om te kijken wat er precies was gebeurd.
Het station heeft na de sluiting in 1934 dienstgedaan als basisschool en woonhuis voor meerdere gezinnen. Een van de gezinnen was de seinhuiswachter die de naastgelegen overweg en de wissels bediende. Vanaf 1986 was het gebouw in gebruik als bedrijfsverzamelgebouw voor startende ondernemers.

## Verplaatsing
In 2007 werd het verwaarloosde oude station 150 meter verplaatst om ruimte te maken voor verdubbeling van de spoorweg bij Houten. Het  800 ton wegende gebouw van tien bij dertig meter werd in zijn geheel opgetild en op rollers verschoven. De verplaatsing die grote aandacht van publiek en media trok, werd uitgevoerd door een Frans bedrijf dat gespecialiseerd is in het verplaatsen van gebouwen. Het gebouw werd uitgegraven en heel langzaam tot een hoogte van bijna drie meter gehesen. Ruim twee weken later werd het gebouw 150 meter verderop weer op de grond gezet.
Het oude station is vervolgens geheel gerenoveerd, en is in 2009 ingericht voor horeca. Op de zolderverdieping van het stationsgebouw vond de archeologische werkgroep van Houten ‘Leen de Keijzer’een plek waar regelmatig tentoonstellingen worden gehouden. Het oude station is bovendien een officiële trouwlocatie voor de gemeente Houten. Het was ook een kleinschalig congres- en ontmoetingscentrum waar mensen met een verstandelijke beperking van de Stichting Philadelphia Zorg onder professionele begeleiding werkten. Maar sinds 12 december 2019 heeft Stichting Philadelphia Zorg Het Oude Station verlaten en is zij gaan werken aan de overkant in het verpleeg- en verzorgingshuis Het Houtens Erf.
De nieuwe officiële naam van het voormalige station is Het Oude Station, Het adres is nu Stationserf 97. De zolderverdieping heeft nummer 99.

## Fotogalerij

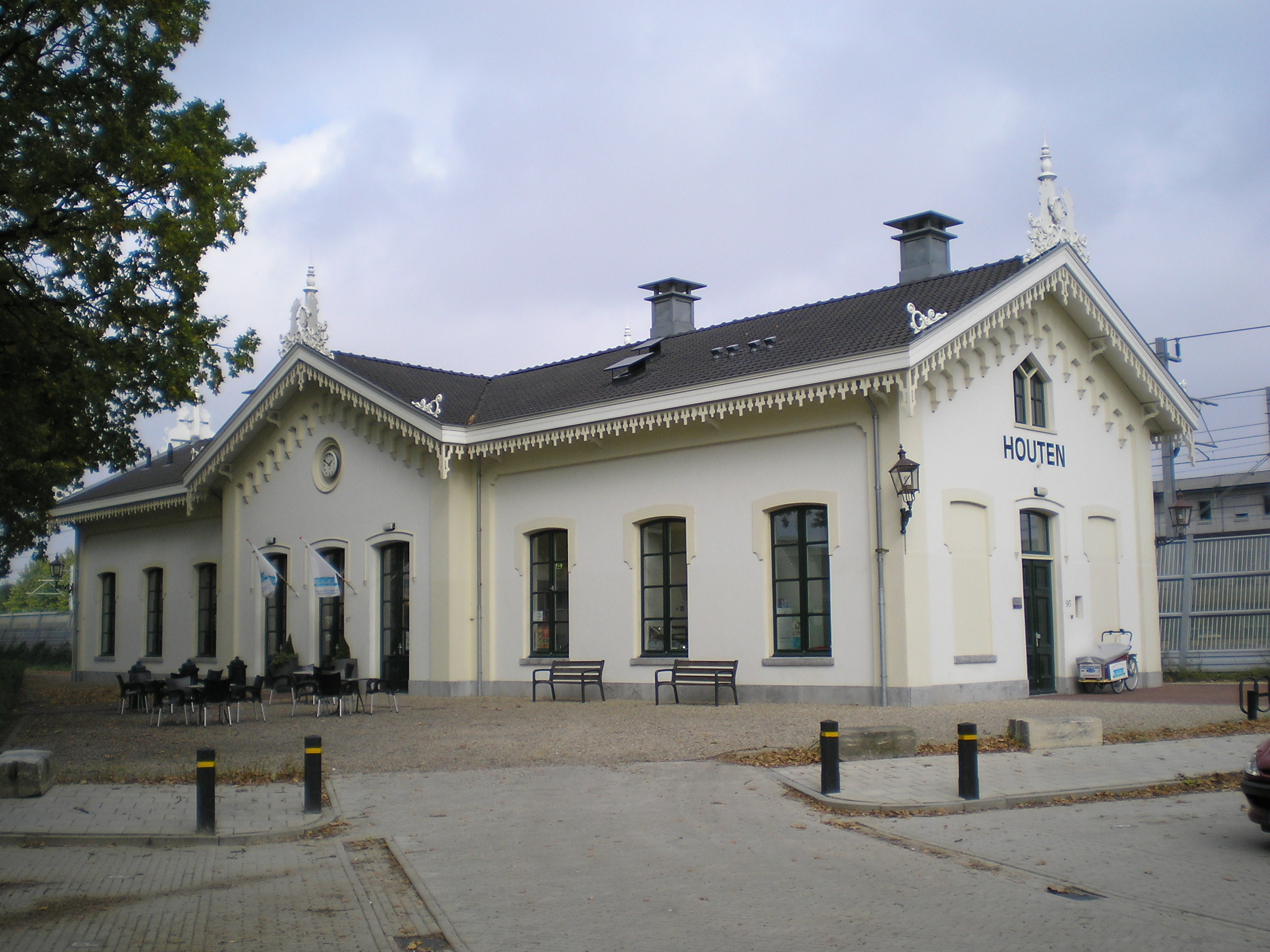
Het Oude Station te Houten
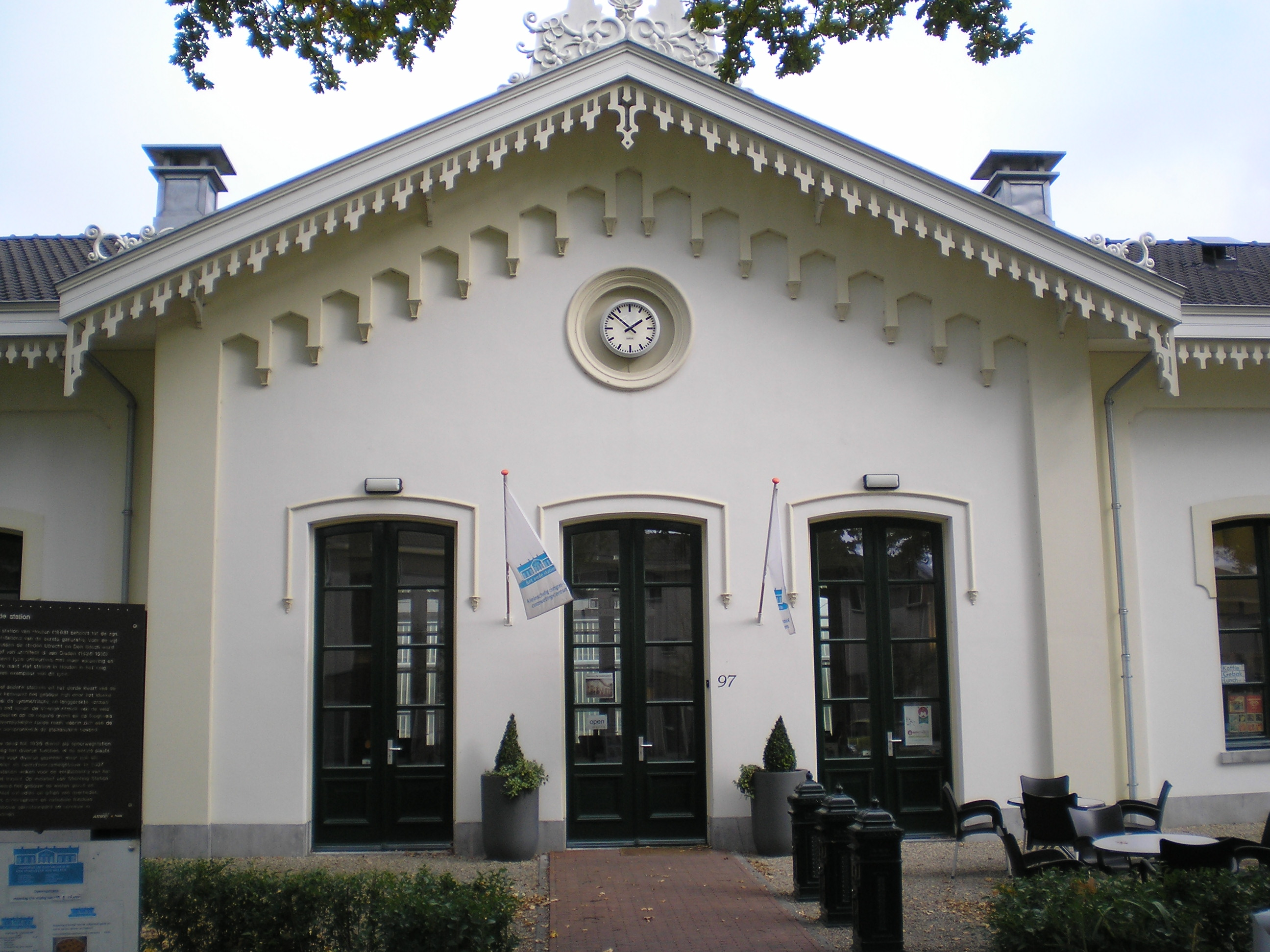
Hoofdingang van Het Oude Station
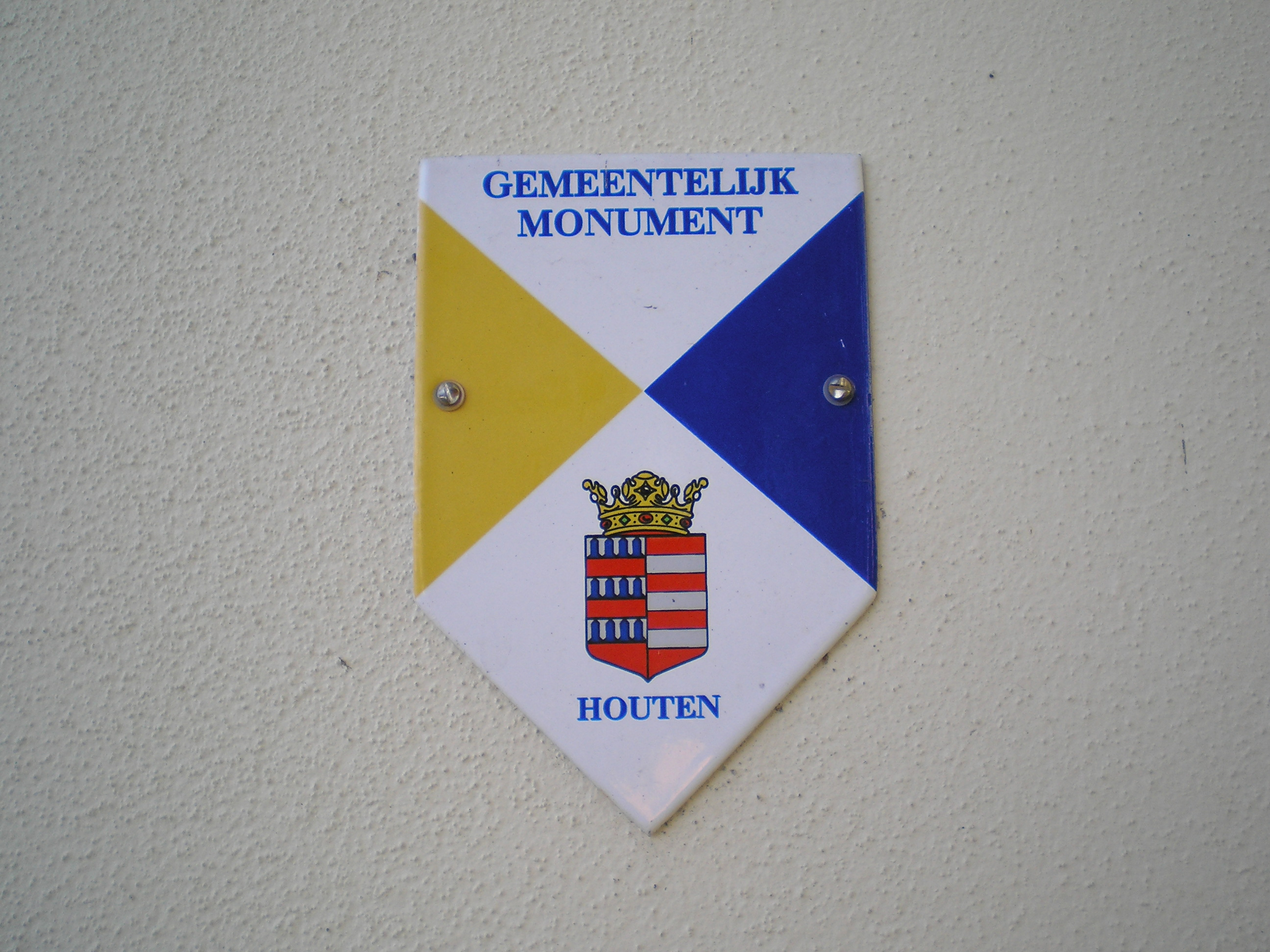
Gemeentelijk monumentenschildje